# Mel Mayr
Melanie Mayr (* 1986) ist eine österreichische Singer-Songwriterin, die unter dem Namen Mel Mayr Lieder veröffentlicht. Sie lebt gemeinsam mit ihrem Partner Michael „Stootsie“ Steinitz in Salzburg.

## Werdegang
Mit 11 Jahren hat sie sich das Gitarre spielen selbst beigebracht. Nach ersten musikalischen Versuchen in einer Frauenband veröffentlichte sie 2008 in Eigenregie ihre Debüt-EP „Changing“.
Im Jahr 2009 und 2010 war Mel für den FM4 Award, der im Rahmen der Amadeus Austrian Music Award verliehen wird, nominiert. 2010 kam ihr erster Longplayer Escape The Cold auf den Markt. Zwei Jahre später folgte ihr nächstes Album Kings Street, aufgenommen in einer alten Synagoge in Canterbury, mit der Unterstützung von Robert Rotifer und Ian Button. 2010 und 2012 spielte Mel am Popfest. Ihr drittes Album Go Or Run ist 2014 erschienen und wurde in Salzburg in einer umgebauten Mühle aufgenommen. Dabei erhielt sie Unterstützung von der Salzburger Indie-Band Olympique. Nach der Veröffentlichung von Go or Run war sie noch zwei Jahre als Liveact aktiv, bevor sie eine musikalische Pause antrat.
2018 wurde sie wieder aktiv und trat als Bassistin der Band Helmut Bergers bei. In der Covid-19-Pandemie 2020 fing sie erneut mit dem Liederschreiben an und veröffentlichte die Sammlung davon 2022 in ihrem Album Inhale // Exhale. Unterstützung erhielt sie dabei unter anderem von Frank Wendtner-Andraschko, David Binderberger, Lukas Pamminger und Stefan Haberl.

## Stil
Mayr's Lieder zeichnen sich durch die Verwendung einer Akustikgitarre aus. Des Weiteren werden ihre Lieder oft mit einer E-Gitarre, Bass und Orgel begleitet. Sie wird mit Musikern wie Alanis Morissette, Joni Mitchell oder Neil Young verglichen.

## Diskografie

### Alben
- 2022: Inhale // Exhale (Rebeat Digital)
- 2014: Go Or Run (Free Fall Records Ltd.)
- 2012: King Street (Free Fall Records Ltd.)
- 2010: Escape The Cold (Free Fall Records Ltd. /Hoanzl)
- 2008: Changing (Free Fall Records Ltd.)